# Kaleena Mosqueda-Lewis
Kaleena Mosqueda-Lewis, née le 3 novembre 1993 à Pomona, en Californie aux États-Unis, est une joueuse américaine de basket-ball, connue pour son adresse à trois points.

## Au lycée
Capitaine de son équipe à la Mater Dei High School de Santa Ana, elle est nommée en 2009  Gatorade player of the year pour la Californie alors qu'elle n'est que sophomore avec 31 victoires sans revers. Elle est meilleure marqueuse de son lycée dans sa première année. En junior, elle est élue meilleure lycéenne du pays par Hoopgurlz (ESPN). Elle inscrit 337 paniers à trois points à Mater Dei, établissant un nouveau record de l'école, tout comme pour le nombre de points inscrits (2 744) et de rebonds (876).
Elle est élue meilleure joueuse du pays par la Women's Basketball Coaches Association. Le 17 mars 2011, l'ancienne championne olympique Lisa Leslie lui remet le trophée  2010-2011 de Gatorade National Girls Basketball Player of the Year, que Leslie était la dernière californienne à avoir remporté. Elle devient la première joueuse à recevoir deux fois consécutives le trophée de meilleure joueuse décerné par Hoopgurlz.
Elle est impliquée dans le conseil du lycée, dans l'aide éducative aux aveugles et dans le coaching pour jeunes basketteurs

## NCAA
Dès l'âge de 15 ans, elle visite du campus du Connecticut et s'engage à rejoindre cette université au terme de ses années en lycée. Elle ose choisir le numéro 23, précédemment porté par Maya Moore, récent premier choix de la draft.

### Année freshman
En freshman, elle dispute les 38 rencontres et devient la meilleure marqueuse de l'équipe avec 15,0 points par rencontre et la troisième aux rebonds (5,4) par match. Elle est élue Big East Freshman of the Year, Sixth Man of the Year et devient la seconde freshman des Huskies à remporter le trophée de Most Outstanding Player de la conférence Big East (2012).

### Année sophomore
Elle débute 38 des 39 rencontres de sa deuxième année pour 17,6 points à 52,8 % de réussite par rencontre et 6,3 rebonds. Son adresse à trois points atteint 49,2 % (118/240), le meilleur pourcentage du pays. Elle établit un record personnel à 32 points et inscrit 10 paniers à trois points le 2 mars lors de la victoire 85 à 51 contre USF. Elle remporte son premier titre de championne NCAA.

### Année junior
Elle débute 26 des 28 rencontres qu'elle dispute, mais en manque 12 sur blessure. Elle réussit un triple-double (le 3e des Huskies et le premier en tournoi final) avec 20 points, 10 rebonds et 10 passes décisisives au second tour du tournoi final face à Saint Joseph's le 25 mars. Elle est retenue dans le meilleur cinq de l'ACC avec 14,7 points à 47,4 % d'adresse à trois points. Elle remporte son deuxième titre de championne NCAA.

### Année senior

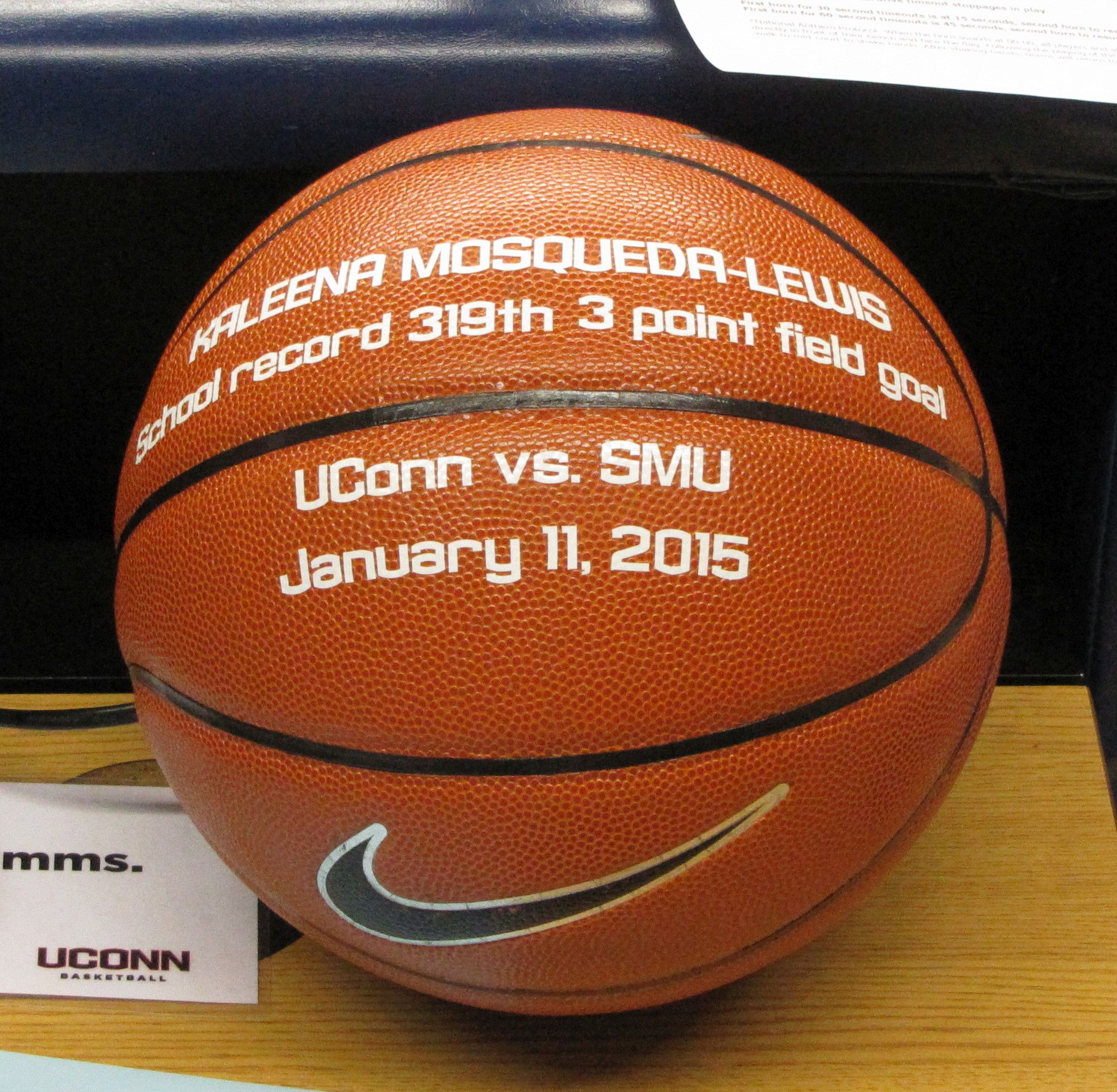
Le ballon célébrant le record de paniers à trois points.

En seulement 24 minutes, elle égale le record de 10 paniers à trois points (10/13) détenu avec Maya Moore contre UC-Davis.
Contre SMU en janvier 2015, elle inscrit son 319e panier primé, surpassant le record de l'université précédemment détenu par Diana Taurasi. Ultérieurement, elle bat le record NCAA de Division I avec 398 paniers en carrière, passant les 392 de Laurie Koehn et Heather Butler. Elle remporte son troisième titre de championne NCAA inscrivant 15 points en finale (63-53) contre les Fighting Irish de Notre Dame. En carrière, elle affiche une réussite de près de 45 % à 3 points et 87 % aux lancers-francs.

## WNBA
Elle est sélectionnée en 3e position de la draft WNBA 2015 par le Storm de Seattle, alors que sa coéquipière Kiah Stokes est sélectionné en 11e position par le Liberty de New York avant d'être transférée au Lynx du Minnesota.
Elle connait des débuts très discrets avec Seattle, ne rentrant pas en jeu dans 5 des 17 premières rencontres, pour moins 8 minutes de moyenne dans les 12 autres. Le 11 août, elle inscrit toutefois 15 points en 12 minutes (6 tirs réussis sur 11 dont 2 sur 7 à trois points) lors d'une victoire du Storm face aux Sparks puis 16 points (6 sur 16), 4 rebonds et 4 passes décisives face au Lynx du Minnesota cependant privé de ses trois meilleurs extérieures.
Limitée à 12,3 minutes en moyenne par match (5,8 points à 39% aux tirs et seulement 28% à 3 points), elle ne permet pas de lever les doutes sur sa capacité à jouer en WNBA faute de qualités athlétiques en défense et pour se créer ses propres situations de tir : « Je dois vraiment travailler sur mes changements de vitesse, mes changements de direction, apprendre à être plus rusée pour me débarrasser de mon défenseur. Je savais que ça allait être difficile, j'essaie de ne pas penser au temps de jeu que j'avais les années précédentes et celui que j'ai aujourd'hui. Je suis encore en apprentissage et j'ai beaucoup de choses à traverser avant de pouvoir m'imposer dans cette ligue. »
Lors de la saison WNBA 2018, elle inscrit 18 points le 16 juin lors de la victoire du Stom face au Sun du Connecticut sur le score de 103 à 92.

## À l'étranger
Elle signe son premier contrat professionnel à l'étranger en France avec les Flammes Carolo. Après une saison commencée par deux défaites, elle aide son club à enchaîner trois victoires, inscrivant même à la dernière seconde le panier de la victoire (19 points, 8 rebonds, 3 passes décisives au total) face au Hainaut. Elle prolonge pour une deuxième saison dans les Ardennes avec notamment 23 points en novembre 2016 lors de la victoire 78 à 64 des Flammes Carolo sur Tarbes et même 27 points — à 10 tirs réussis sur 13 — et 7 rebonds le 10 décembre 2016 lors de la victoire 80 à 68 sur Angers. POur 2016-2017, ses statistiques sont de 13,1 points et 3,3 rebonds en LFB mais aussi 14,2 points et 3 rebonds en Eurocoupe.
Elle n'est pas conservée par le club pour la saison LFB 2017-2018 qui lui préfère la championne WNBA Renee Montgomery, mais celle-ci quitte le club en décembre. Kaleena Mosqueda-Lewis est rappelée pour jouer après les fêtes de fin d'année : « Nous avions la volonté de prendre quelqu’un que nous connaissions bien et qui pouvait s’intégrer rapidement. (...) Son arrivée va repositionner tout le monde dans la hiérarchie et apporter une vraie plus-value à l’équipe. Kaleena devrait nous rendre plus forts. Tout d’abord par son apport en scoring. Elle possède également une bonne lecture de jeu et une adresse certaine à longue distance. C’est ce qui nous a manqué parfois en début de saison. » Elle dispute de nouveau la saison 2018-2019 avec Charleville qui découvre alors l'Euroligue.
En décembre 2020, elle signe à Nantes pour suppléer Samantha Hill blessée.

## Équipe nationale
Elle est sélectionnée en équipe nationale U16 qui remporte le premier championnat des Amériques (5 victoires) de la catégorie à Mexico en août 2009, qualificatif pour le Mondial U17, en étant la meilleure marqueuse de son équipe (14,0 points) et sa seconde rebondeuse (4,6).
L'année suivante, elle dispute le championnat du monde U17 en France à Rodez et Toulouse, remporté par les Américaines avec 8 victoires. Avec 11,6 points par rencontre, elle est la troisième meilleure réalisatrice. Elle marque 19 des 39 paniers primés tentés (48,7 %), dont 5 sur 6 face au Canada.
En 2011, elle est membre de l'équipe nationale U19 pour le championnat du monde de la catégorie au Chili. Après cinq victoires, les Américaines sont défaites par les Canadiennes 64 à 52. En quart de finale, elles battent de justesse les Françaises 70 à 64, puis le Brésil en demi-finale avant de s'imposer en finale. Elle inscrit 7,9 points et 4,9 rebonds par rencontre, débutant 2 des 9 rencontres disputées.
Avec sa coéquipière Bria Hartley, elle dispute le Mondial universitaire de Kazan en Russie en juillet 2013. L'équipe dirigée par Sherri Coale remporte la médaille d'or face aux Russes 90 à 71; elle a des statistiques personnelles de 13,0 points et 6,8 rebonds par rencontre,.

## Toulouse
Kaleena n’avait plus joué depuis un an et demi, censée s’être retirée des parquets après une défaite crève-cœur en quart de finale des playoffs 2023 avec La Roche Vendée contre Lattes-Montpellier. Kaleena Mosqueda-Lewis reprend du service avec Toulouse Métropole Basket avec Xavier Noguera entraîneur emblématique du club toulousain, Kaleena est instantanément devenue le plus beau CV du Championnat de France féminin de basket-ball de deuxième division. Elle remporte le championnat en finale contre Basket Club Montbrison Féminines,,.

## Palmarès
- Championne NCAA 2013, 2014 et 2015
- Championne WNBA 2018[36]

- Médaille d'or avec les 16 ans et moins 2009[28]
- Médaille d'or avec les 17 ans et moins 2010[29]
- Médaille d'or avec les 19 ans et moins 2011[30]
- Médaille d'or au Mondial universitaires 2013[32]

## Distinctions personnelles

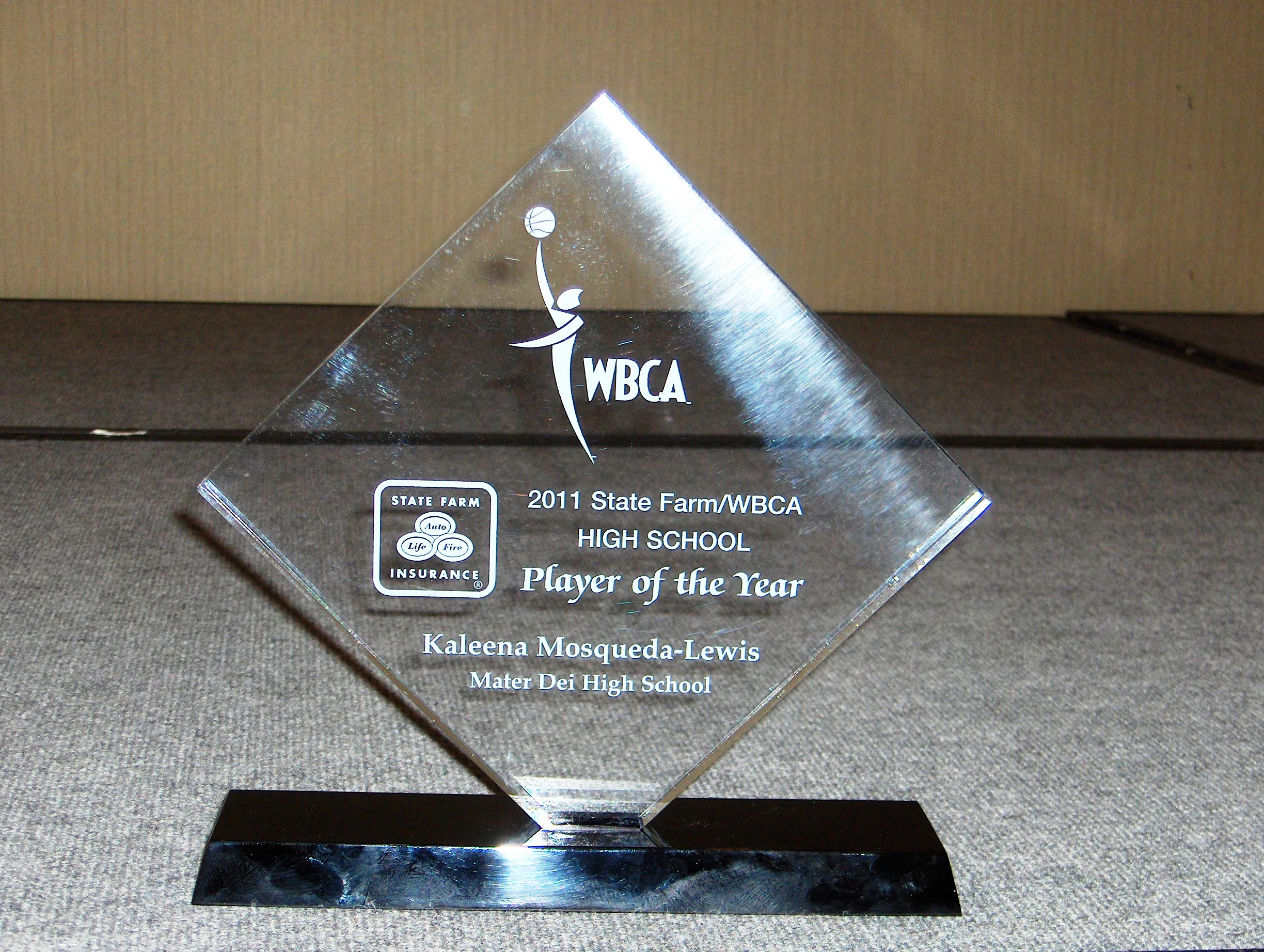
State Farm WBCA High School Player of the year Award

- 2014 : AP All-American Honorable Mention[37]
- 2013 : All-NCAA Tournament Team
- 2013 : NCAA Final Four All-Tournament team[38]
- 2012 : Meilleure sixième femme de la Big East
- 2012 : Meilleure freshman de la Big East
- 2012 : Most Outstanding Player du tournoi final de la Big East
- 2011 : State Farm/WBCA High School Player of the Year[7]
- 2011 : Naismith High School Player of the Year[39]
- 2011 : Gatorade National Girls Basketball Player of the Year[8]
- 2011 : ESPN Hoopgurlz National Player of the Year[9]
- 2010 : ESPN Hoopgurlz National Player of the Year[5]
- 2010 : Parade All America High School Girls Basketball Team[40]
- 2010 : Meilleur cinq d'USA Today[41]
- 2009 : Gatorade California girls basketball player of the year[42]
- 2009 : Parade All America High School Girls Basketball Team[40]
- 2009 : Troisième cinq des lycéennes d'USA Today[41]

## Statistiques à Connecticut
| Statistiques à l'Université du Connecticut |     |     |      |       |     |      |       |     |     |       |     |      |     |     |    |     |      |      |      |
| Année                                      | G   | FG  | FGA  | PCT   | 3FG | 3FGA | PCT   | FT  | FTA | PCT   | REB | AVG  | A   | TO  | B  | S   | MIN  | PTS  | AVG  |
| 2011-12                                    | 38  | 203 | 470  | 0.432 | 93  | 242  | 0.384 | 70  | 84  | 0.833 | 206 | 5.4  | 64  | 56  | 20 | 47  | 1073 | 569  | 15.0 |
| 2012-13                                    | 38  | 242 | 458  | 0.480 | 118 | 240  | 0.492 | 68  | 76  | 0.895 | 240 | 6.32 | 89  | 58  | 12 | 57  | 1147 | 670  | 17.6 |
| 2013-14                                    | 28  | 139 | 299  | 0.465 | 66  | 160  | 0.413 | 30  | 33  | 0.909 | 152 | 5.75 | 72  | 38  | 5  | 20  | 817  | 374  | 13.4 |
| 2014-15                                    | 38  | 205 | 396  | 0.518 | 121 | 248  | 0.488 | 34  | 38  | 0.895 | 158 | 4.16 | 104 | 56  | 14 | 42  | 1092 | 565  | 14.9 |
| Total                                      | 142 | 789 | 1623 | 0.486 | 398 | 890  | 0.447 | 202 | 231 | 0.874 | 756 | 5.32 | 329 | 208 | 51 | 166 | 4138 | 2178 | 15.3 |